# هیو گا-یون
هو گا-یون (به انگلیسی: Heo Ga-yoon) (زاده ۱۸ می ۱۹۹۰) خواننده، بازیگر اهل کره جنوبی است.